# Spodnje Brezovo
Spodnje Brezovo – wieś w Słowenii, w gminie Ivančna Gorica. W 2018 roku liczyła 154 mieszkańców.